# 殺人幻想曲
『殺人幻想曲』（さつじんげんそうきょく、Unfaithfully Yours）は、1948年に公開されたアメリカ合衆国のスクリューボール・ブラックコメディ映画。監督・脚本はプレストン・スタージェス。出演はレックス・ハリソン、リンダ・ダーネル、ルディ・ヴァリー、バーバラ・ローレンス。浮気したと思われる妻を殺害しようとする男のドタバタを描く。スタージェスが20世紀フォックスで作った最初の映画。評判は良かったものの、興行的には成功しなかった。

## あらすじ
世界的な指揮者アルフレッド・デ・カーター卿が母国イギリスから自宅のあるアメリカに戻ってくる。出迎える若妻ダフネ。デ・カーター卿は自分の留守中、ダフネの妹バーバラの夫であるオーガストに妻の世話を頼んでいたが、オーガストは浮気しないか見張ることだと勘違いし、探偵のスウィーニーに尾行させていた。
義弟の間違いに呆れ果てるデ・カーター卿だが、スウィーニーからの報告書を読んでびっくり。妻が若い秘書アンソニーとホテルにいたと書いてあったのだ。
嫉妬に狂うデ・カーター卿。コンサートで指揮しながら、これからどうすべきか、３つのシナリオを思い巡らす。
ロッシーニ『セミラーミデ序曲』を振りながら、完全犯罪で妻を殺し、アンソニーに濡れ衣を着せる第一のシナリオ。
ワーグナー『タンホイザー序曲』を振りながら、潔く妻と離別する第二のシナリオ。
チャイコフスキー『フランチェスカ・ダ・リミニ』を振りながら、アンソニーとロシアンルーレットで勝負する第三のシナリオ。
コンサート終了後、デ・カーター卿は第一のシナリオを実行しようとするが、失敗の連続でしっちゃかめっちゃか。
結局、妻の浮気は誤解と判明し、夫婦は仲直りをするのだった。

## キャスト

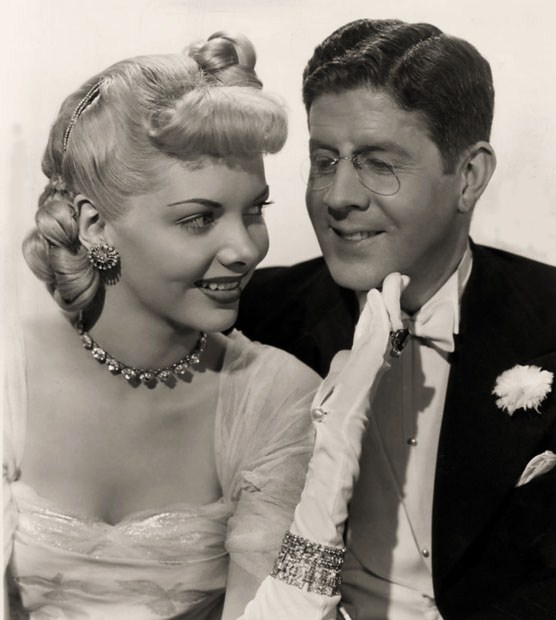
妹夫婦を演じたバーバラ・ローレンス（左）とルディ・ヴァリー（宣材写真）

- アルフレッド・デ・カーター卿：レックス・ハリソン
- ダフネ：リンダ・ダーネル
- オーガスト：ルディ・ヴァリー
- バーバラ：バーバラ・ローレンス（英語版）
- アンソニー：カート・クルーガー（英語版）
- ヒューゴ・スタンドフ：ライオネル・スタンダー
- 探偵スウィーニー：エドガー・ケネディ （英語版）
- 探偵：アラン・ブリッジ
- オブライエン：ジュリアス・タネン
- シュルツ医師：トーベン・マイヤー （英語版）
- 寡婦：ジョージア・ケイン ※クレジットなし
- 執事ジュールス：ロバート・グリーグ（英語版） ※クレジットなし
- ステージマネージャー：マックス・ワグナー ※クレジットなし

パラマウント映画時代と同様に、スタージェスの常連俳優が多数出演している。アラン・ブリッジ、ジョージア・ケイン、ロバート・グリーグ、J・ファレル・マクドナルド、ジョージ・メルフォード、トーベン・マイヤー 、フランク・モーラン、そしてマックス・ワグナー。ジミー・コンリンもダフネの父親役で出演していたが、場面がカットされてしまった。

## 制作
スタージェスがこの映画の原案を書いたのは1932年。喜劇を執筆中、ラジオから流れてきた物悲しい曲を聴いてアイディアが思い浮かんだ。それからフォックス、ユニバーサル。パラマウントに売り込むがことごとく断られた。
1938年の時点でスタージェスは、デ・カーター役にロナルド・コールマンを考えていた。終戦後、ダフネ役に『ハロルド・ディドルボックの罪』（1947年）でデビューさせたフランシス・ラムスデンの起用を考えたが、制作が動き出すとジーン・ティアニーに変更、デ・カーター役にはジェームズ・メイソンを希望した。
デ・カーターのキャラクターについて、撮影所の弁護士はイギリスの有名な指揮者トーマス・ビーチャム卿との類似を危惧し、スタージェスにその要素を薄めるように注意した。（ビーチャム卿の祖父はBeecham's Pillsという下剤を発明した化学者。Carter's Little Liver Pillsという下剤からカーターという名前にしたものと思われる）
『Unfinished Symphony（未完成交響曲）』または 『The Symphony Story（交響曲物語）』というタイトルで、1948年2月18日にクランクイン、その年の4月中旬にアップした。6月28日に覆面試写会（上映時間127分版）。しかし上映は延期される。キャロル・ランディスの死がその原因。ランディスはこの映画の主演レックス・ハリソンと不倫関係にあったが、ハリソンが妻リリー・パルマーと離婚して彼女と結婚することを拒んで自殺したというのだ。事実、ランディスの死体を発見したのはハリソンであった。
ニューヨークでプレミア上映されたのは結局11月5日になってからで、その後12月10日から全国で順次公開。ロサンゼルスでの封切りは12月14日。
翌1949年2月、自称・インディペンデント系映画プロデューサーのウィリアム・D・シャピロが、自分が製作を予定していたアーサー・ホール作のストーリーを盗用したとして、20世紀フォックスとスタージェスを提訴。音楽監督に起用しようとしたウェルナー・R・ハイマンから話を聞き盗んだのだと主張したが、不起訴処分になった。

## 反応
スタージェスならではのキレのある台詞が好評だったが、興行的には成功しなかった。ある批評家はコメディにしてはテーマが重いのが原因ではないかとした。へまばかりする殺人者というアイディアは当時の観客に受け入れられず、また共感できる登場人物がいなかったことも敗因に挙げられる。
前作『ハロルド・ディドルボックの罪』が公開早々打ち切りとなっていただけに、スタージェスはこの映画で事実上キャリアが終わったと言われている。
しかし、今日では、2008年にクエンティン・タランティーノ監督がこの映画を「歴代トップ11」の第8位に挙げるなど、多くの批評家の高い評価を得、DVDもリリースされている。

## リメイク
20世紀フォックスは1984年に本作をハワード・ジーフ監督、ダドリー・ムーア、ナスターシャ・キンスキー、アーマンド・アサンテ、アルバート・ブルックス出演でリメイクした。（『殺したいほど愛されて』。英語題は同じ『Unfaithfully Yours』）。ただし、演奏される曲と3つの異なる復讐のシナリオはオリジナルから変更されている。